# Mecomma antennatum
Mecomma antennatum är en insektsart som beskrevs av Van Duzee 1917. Mecomma antennatum ingår i släktet Mecomma och familjen ängsskinnbaggar. Inga underarter finns listade i Catalogue of Life.